# Great Malvern
Great Malvern ist das historische Stadtzentrum des Ortes Malvern (Worcestershire) in England. Hier befindet sich neben dem Rathaus von Malvern auch die Verwaltung des Malvern Hills Districts. Die Nachbarorte Barnards Green, Little Malvern, Malvern Link, Malvern Wells, North Malvern und West Malvern werden zusammen mit den Malvern Hills als The Malverns bezeichnet.

## Geschichte

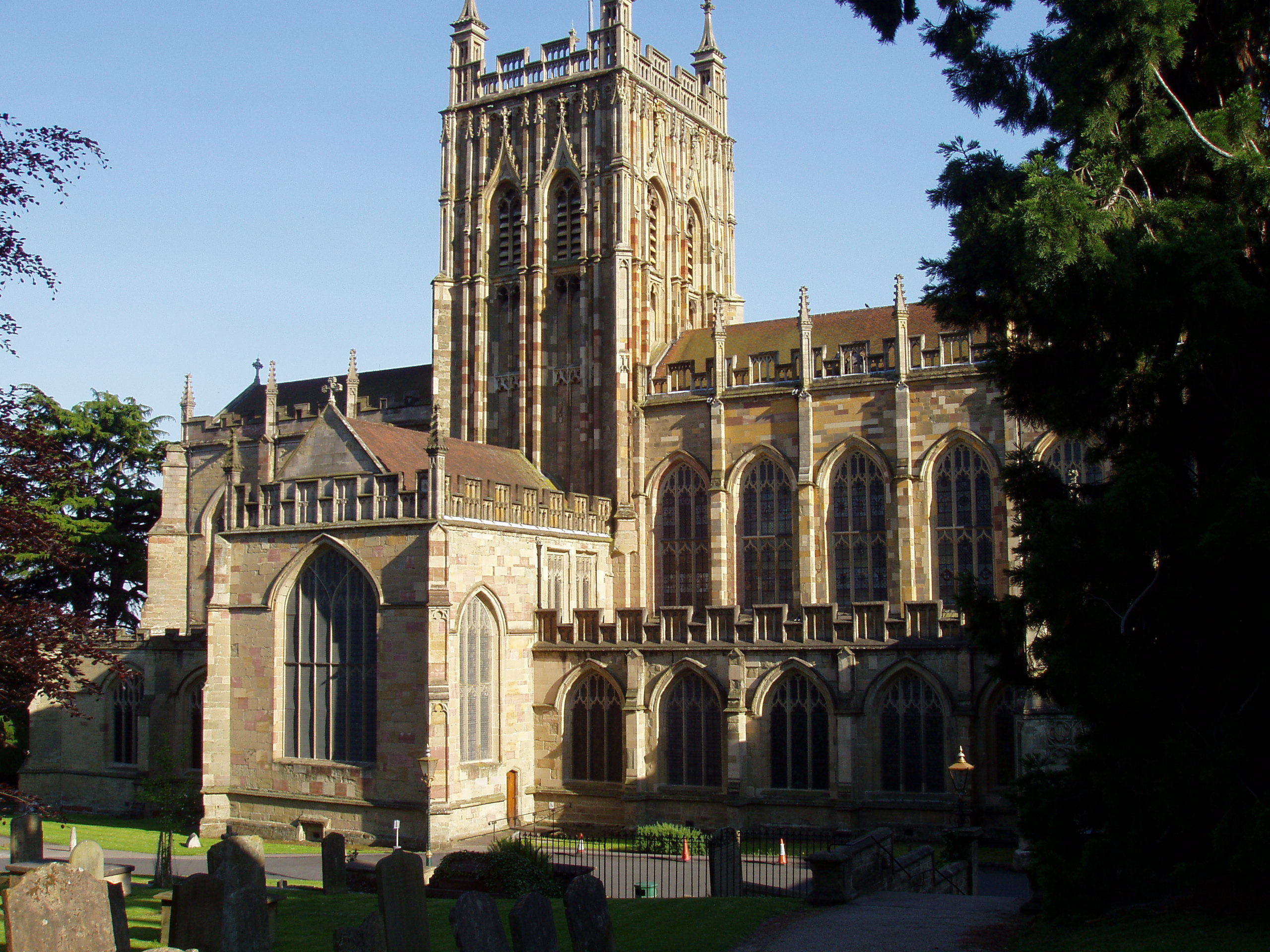
Das Great Malvern Priory

Der Ort Great Malvern entstand seit dem Jahr 1085 in der Nähe des Great Malvern Priory. Im 19. Jahrhundert erlangte Great Malvern als Heilbad Bedeutung. Der heutige Ort Malvern entstand 1900 durch die Fusion der Orte Great Malvern und Malvern Link. Sie waren bis dahin die Urban Districts Great Malvern und Malvern Link.

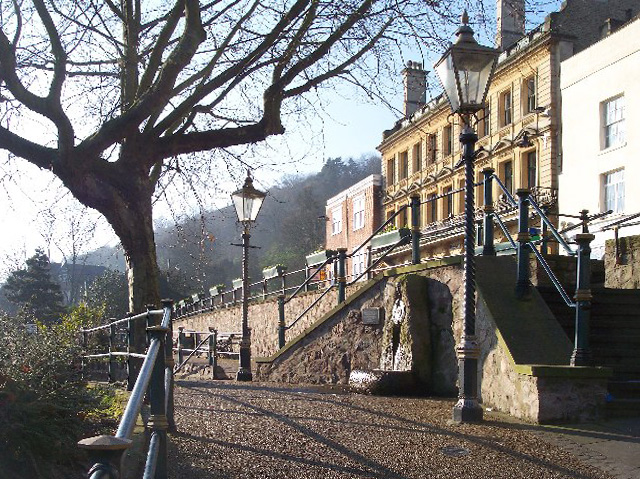

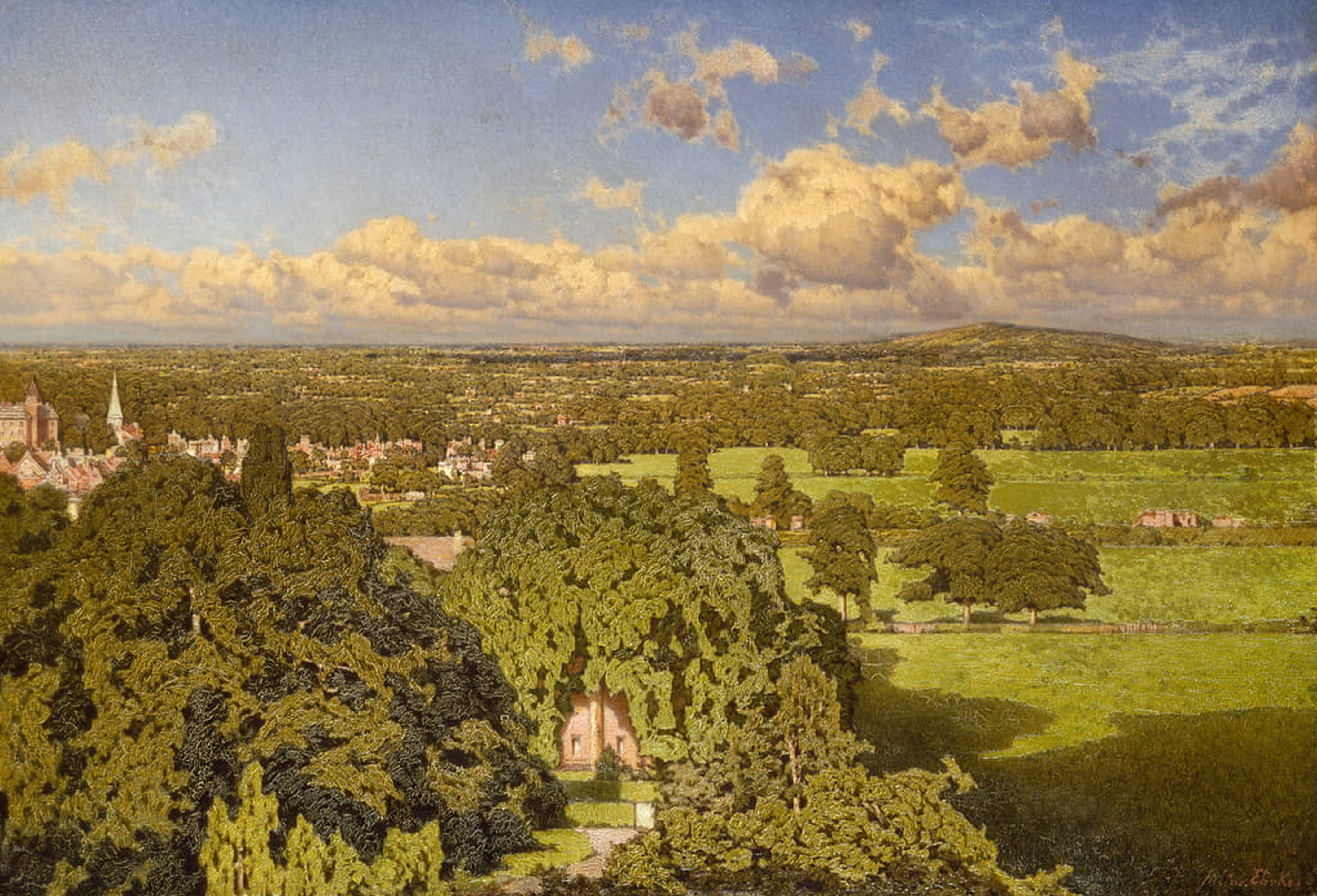
Julius Ehrke: A View from Malvern (1890)

## Kultur
In Malvern gibt es jährlich unter dem Namen Malvern Fringe Festival eines der ältesten Fringe-Festivals. Weiterhin gibt es die Malvern Theatres in den Winter Gardens, die auch für Musikveranstaltungen genutzt werden.

## Verkehr
Great Malvern liegt an der A449 und hat einen Bahnhof an der Eisenbahnlinie von Worcester nach Hereford.

## Malvern Water
In der Nähe von Great Malvern gibt es eine Heilquelle, der das Malvern Water entspringt. Die Firma Schweppes beschäftigte sich vor Ort mit der industriellen Abfüllung. Ende November 2010 wurde die kleine traditionsreiche Produktionsanlage jedoch geschlossen. Als Grund wurde angegeben, dass der Marktanteil des Mineralwassers zuletzt auf 0,4 % geschrumpft war. Das Heilwasser war von mehreren Generationen des britischen Königshauses genutzt worden. So gehörten neben Queen Elisabeth I. auch Queen Victoria und Queen Elisabeth II. zu den Konsumenten.